# سیارک ۱۶۱۶۴
سیارک ۱۶۱۶۴ (به انگلیسی: 16164 Yangli، نامگذاری:2000AO69) شانزده هزار و صد و شصت و چهارمین سیارک کشف شده‌است که در ۵ ژانویه ۲۰۰۰ کشف شد.
قدر مطلق سیارک برابر ۱۸.۶ است.